# Joe Sotak
Joseph John Sotak, detto Joe (Whiting, 22 aprile 1914 – Whiting, 18 ottobre 1984), è stato un cestista statunitense, professionista nella NBL.

## Carriera
Giocò per quattro stagioni nella NBL, disputando complessivamente 55 partite con 4,1 punti di media.